# DDR-Eishockeymeisterschaft 1956/57
Die DDR-Eishockeymeisterschaft 1956/57 wurde in einer Oberliga mit sechs Mannschaften ausgetragen. Die SG Dynamo Weißwasser verteidigte ihren Titel aus dem Vorjahr ohne Punktverlust. Die 2. Liga startete erstmals mit vier Staffeln in die Saison, die nach regionalen Gesichtspunkten eingeteilt waren. So spielten in Staffel 1 fast ausschließlich Teams aus dem Bezirk Karl-Marx-Stadt, in Staffel 2 vorrangig Teams aus der Lausitz, in Staffel 3 ausschließlich Thüringer Teams und in Staffel 4 die Vertreter aus den Bezirken Halle und Magdeburg, einschließlich der Harzregion.
Während die Oberligarunde meist in der Berliner Werner-Seelenbinder-Halle und durchgeführt wurde, fielen zahlreiche Begegnungen der unteren Spielklassen – in der Regel auf Natureisbahnen ausgetragen – der ungünstigen Witterung zum Opfer. Ende Mai 1957 wurde daraufhin beschlossen, die Meisterschaft vorzeitig abzubrechen und alle bis dato noch offenen Spiele ersatzlos zu streichen. Die Auf- und Abstiegsregelung wurde ausgesetzt und die Spielklassen mit unveränderter Besetzung in die anschließende Saison 1957/58 übernommen.

## Meistermannschaft
| SG Dynamo Weißwasser | Günther Katzur, Hans Mack – Wolfgang Blümel, Manfred Buder, Horst Budich, Joachim Franke, Hans Frenzel, Horst Heinze, Willi Herrmann, Jürgen Johne, Heinz Kuczera, Heinz Lachmann, Peter Lehnigk, Paul Mann, Wolfgang Nickel, Erich Novy, Günter Schischefski, Kurt Stürmer, Wolfgang Wünsche |

## Oberliga
| Pl. | Verein                    | Sp. | S  | U | N | Tore  | Punkte |
| --- | ------------------------- | --- | -- | - | - | ----- | ------ |
| 1.  | SG Dynamo Weißwasser (M)  | 10  | 10 | - | - | 92:23 | 20:0   |
| 2.  | SC Einheit Berlin         | 10  | 7  | 1 | 2 | 73:45 | 15:05  |
| 3.  | SC Wismut Karl-Marx-Stadt | 10  | 6  | 1 | 3 | 53:33 | 13:07  |
| 4.  | SC Dynamo Berlin (N)      | 10  | 3  | - | 7 | 33:63 | 06:14  |
| 5.  | SC Motor Berlin (N)       | 10  | 2  | - | 8 | 27:72 | 04:16  |
| 6.  | SG Dynamo Rostock (N)     | 10  | 1  | - | 9 | 32:74 | 02:18  |

DDR-Meister, (M) = Titelverteidiger, (N)= Neuling

## 1. Liga
| Pl. | Verein                          | Sp. | S | U | N | Tore  | Punkte |
| --- | ------------------------------- | --- | - | - | - | ----- | ------ |
| 1.  | BSG Aufbau Schönheide           | 3   | 3 | - | - | 18:07 | 06:0   |
| 2.  | BSG Turbine Erfurt 1            | 5   | 3 | - | 2 | 22:18 | 06:02  |
| 3.  | HSG Wissenschaft TH Dresden (N) | 2   | 2 | - | - | 19:03 | 04:0   |
| 4.  | BSG Lok Zittau (N)              | 2   | - | - | 2 | 06:15 | 00:04  |
| 5.  | HSG Wissenschaft KMU Leipzig    | 4   | - | - | 4 | 05:27 | 00:08  |

Mehr Spiele wurden nicht ausgetragen.

## 2. Liga

### Aufstiegsrunde zur 1. Liga
Aufgrund der unvollständigen Abschlusswertungen entfiel die Aufstiegsrunde. Während damit sämtliche 2. Liga-Mannschaften in dieser Spielklasse verblieben, wurde für kommende Saison mit den Sportclub-Teams ASK Vorwärts Berlin und SC Motor Karl-Marx-Stadt zwei Neueinsteiger (event. Bezirksmeister?) aufgrund ihrer Spielstärke in die 1. Liga eingestuft.
Ergebnisse nicht bekannt

### Vorrunde – Staffel 1
| Pl. | Verein                        | Sp.                      | S                        | U                        | N                        | Tore                     | Punkte                   |
| --- | ----------------------------- | ------------------------ | ------------------------ | ------------------------ | ------------------------ | ------------------------ | ------------------------ |
| 1.  | BSG Wismut Eibenstock         | 0                        | 0                        | 0                        | 0                        | 000:000                  | 0:0                      |
| 1.  | SC Traktor Oberwiesenthal     | 0                        | 0                        | 0                        | 0                        | 000:000                  | 0:0                      |
| 1.  | BSG Wismut Wilkau-Haßlau      | 0                        | 0                        | 0                        | 0                        | 000:000                  | 0:0                      |
| 1.  | BSG Wismut Annaberg (N)       | 0                        | 0                        | 0                        | 0                        | 000:000                  | 0:0                      |
| 1.  | BSG Einheit Dresden Süd       | 0                        | 0                        | 0                        | 0                        | 000:000                  | 0:0                      |
|     | HSG Wissenschaft DHfK Leipzig | Mannschaft zurückgezogen | Mannschaft zurückgezogen | Mannschaft zurückgezogen | Mannschaft zurückgezogen | Mannschaft zurückgezogen | Mannschaft zurückgezogen |

### Vorrunde – Staffel 2
| Pl. | Verein                             | Sp.                      | S                        | U                        | N                        | Tore                     | Punkte                   |
| --- | ---------------------------------- | ------------------------ | ------------------------ | ------------------------ | ------------------------ | ------------------------ | ------------------------ |
| 1.  | BSG Einheit Zittau (N)             | 0                        | 0                        | 0                        | 0                        | 000:000                  | 0:0                      |
| 1.  | BSG Chemie Weißwasser              | 0                        | 0                        | 0                        | 0                        | 000:000                  | 0:0                      |
| 1.  | BSG Aktivist Knappenrode-Lohsa (N) | 0                        | 0                        | 0                        | 0                        | 000:000                  | 0:0                      |
| 1.  | BSG Stahl Stalinstadt              | 0                        | 0                        | 0                        | 0                        | 000:000                  | 0:0                      |
|     | BSG Motor Treptow                  | Mannschaft zurückgezogen | Mannschaft zurückgezogen | Mannschaft zurückgezogen | Mannschaft zurückgezogen | Mannschaft zurückgezogen | Mannschaft zurückgezogen |
|     | BSG Motor Hennigsdorf              | Mannschaft zurückgezogen | Mannschaft zurückgezogen | Mannschaft zurückgezogen | Mannschaft zurückgezogen | Mannschaft zurückgezogen | Mannschaft zurückgezogen |

### Vorrunde – Staffel 3
| Pl. | Verein                   | Sp. | S | U | N | Tore    | Punkte |
| --- | ------------------------ | --- | - | - | - | ------- | ------ |
| 1.  | BSG Empor Oberhof        | 0   | 0 | 0 | 0 | 000:000 | 0:0    |
| 1.  | BSG Lokomotive Meiningen | 0   | 0 | 0 | 0 | 000:000 | 0:0    |
| 1.  | BSG Motor Weimar (N)     | 0   | 0 | 0 | 0 | 000:000 | 0:0    |
| 1.  | BSG Fortschritt Apolda   | 0   | 0 | 0 | 0 | 000:000 | 0:0    |
| 1.  | BSG Stahl Brotterode (N) | 0   | 0 | 0 | 0 | 000:000 | 0:0    |

### Vorrunde – Staffel 4
| Pl. | Verein                           | Sp. | S | U | N | Tore    | Punkte |
| --- | -------------------------------- | --- | - | - | - | ------- | ------ |
| 1.  | SG Dynamo Schierke               | 0   | 0 | 0 | 0 | 000:000 | 0:0    |
| 1.  | BSG Aktivist Werk Großzössen (N) | 0   | 0 | 0 | 0 | 000:000 | 0:0    |
| 1.  | BSG Motor Fermersleben           | 0   | 0 | 0 | 0 | 000:000 | 0:0    |
| 1.  | BSG Stahl Ilsenburg (N)          | 0   | 0 | 0 | 0 | 000:000 | 0:0    |
| 1.  | BSG Einheit Halle 2              | 0   | 0 | 0 | 0 | 000:000 | 0:0    |

| (N) | Neuling |

## Aufstiegsspiele zur 2. Liga 1957/58
Das Aufstiegsturnier der Bezirksmeister wurde aufgrund der aufgehobenen Auf und Abstiegsregelung abgesetzt. Den Bezirken, die ihre Meisterschaften zum Abschluss bringen konnten, wurde gestattet, ihren Vertreter für die kommende 2. Liga-Saison zu nominieren. Letztendlich sollte mit der BSG Motor Eisenach (Bez. Erfurt) nur ein einziger Bezirksmeister das Teilnehmerfeld der dritten Spielklasse 1957/58 ergänzen.